# Funiculaire Pfaffenthal-Kirchberg
Le funiculaire Pfaffenthal-Kirchberg est un funiculaire automatique situé à Luxembourg mis en service le 10 décembre 2017. Il est constitué de deux lignes parallèles de deux cabines chacune, qui permettent aux voyageurs venant de la gare de Pfaffenthal-Kirchberg de monter sur le plateau du Kirchberg et de pouvoir ensuite prendre le tramway. Long de deux cents mètres, il gravit les trente-huit mètres de dénivelé en une minute et trois secondes. Il est exploité par la Société nationale des chemins de fer luxembourgeois (CFL) et constitue le premier équipement de ce type au Luxembourg.

## Histoire

### Chronologie
- 12 septembre 2011 : Présentation du projet ;
- 2013 et 2014 : Études d'avant-projet ;
- mars 2015 : Début du défrichage du site ;
- mai 2015 : Début du terrassement ;
- mars 2016 : Début de la construction de la voie ;
- juillet 2016 : Fin de la construction de la tranchée couverte ;
- août 2016 : Début de la pose des voies ;
- février 2017 : Achèvement du gros œuvre de la gare inférieure ;
- mars 2017 : Livraison des cabines et premiers essais dès avril ;
- juillet 2017 : Achèvement du gros œuvre de la gare supérieure ;
- novembre 2017 : début des essais ;
- 10 décembre 2017 : Mise en service.

### Construction

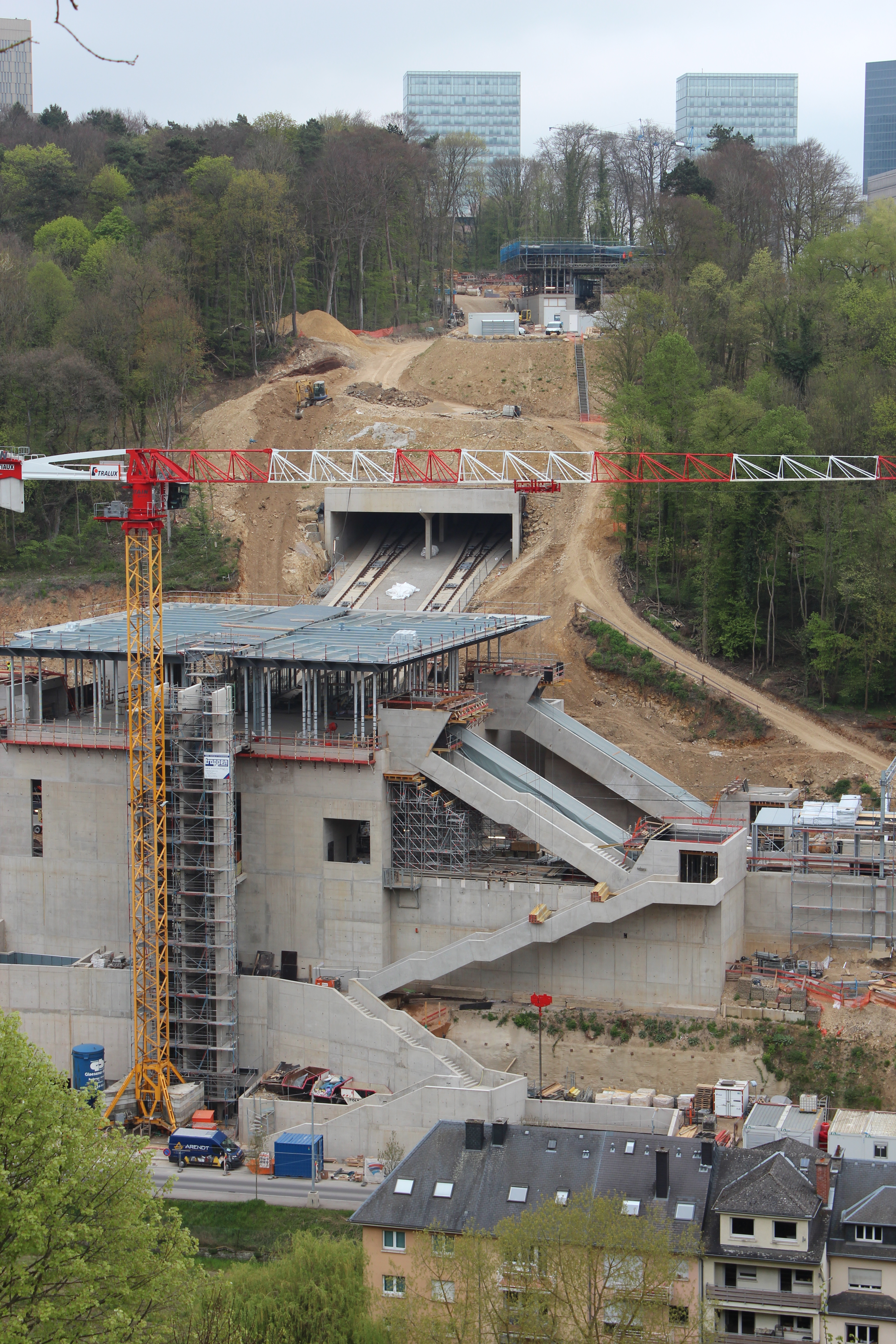
Le chantier du funiculaire et de la gare en avril 2017.

Le projet de funiculaire et de la gare connexe est présenté le 12 septembre 2011 par le ministre Claude Wiseler et s'inscrit dans le cadre de la stratégie pour une mobilité durable (MoDu) du gouvernement, pour un coût estimé, de 96 millions d'euros. Il a pour objectif de réduire le temps de parcours pour les voyageurs qui se rendent au Kirchberg en leur offrant un accès direct. Le funiculaire a pour objectif de rattraper le dénivelé de 38 mètres entre la gare, sise dans le vallon de l'Alzette, et le plateau du Kirchberg où se situera le tramway. D'autres modes furent envisagés (escalators doublés d'ascenseurs, ascenseurs seuls, etc.) : le funiculaire a été retenu car il permettait à la fois d'avoir une capacité conséquente (transporter vers le Kirchberg l'équivalent de deux trains en dix minutes), de ne pas avoir à creuser de tunnels et de permettre l'accessibilité aux personnes à mobilité réduite, ainsi que de limiter les coûts d'entretien.
Les études d'avant-projet ont lieu entre 2013 et 2014, la loi de financement est votée vers l'été 2014. La construction du funiculaire débute en mars 2015 par le défrichage du site, y compris pour la gare. Les terrassements débutent en mai.
La construction de la voie à proprement parler débute en mars 2016, le funiculaire est construit par Doppelmayr - Garaventa. Le chantier a pris un peu de retard, en raison de failles dans la roche non détectées lors des analyses réalisées en amont du chantier. La tranchée couverte est achevée en juillet 2016 et la pose des voies débute en août, le gros œuvre de la station inférieure (la gare CFL) est achevé en février 2017, les cabines sont livrées en mars et présentées officiellement en avril, les essais débutant dans la foulée, le gros œuvre de la gare supérieure est achevé en juillet. Les essais débutent en novembre 2017, la mise en service a lieu le 10 décembre 2017, en même temps que la gare et le nouveau tramway,.

## Caractéristiques

### La ligne
La ligne, ou plutôt les lignes car l'installation est en réalité composé de deux lignes parallèles distinctes, de 200 mètres de long naît à la plateforme surplombant les voies de la gare de Pfaffenthal-Kirchberg, accessible par des escalators et des ascenseurs, et monte immédiatement pour ensuite passer sous un tranchée couverte de 67,5 mètres de long et 21,1 m de large où se situe les voies d'évitement de chacune des lignes, pour revenir à l'air libre et rejoindre son terminus, en correspondance avec la station Rout Bréck  – Pafendall du tramway de Luxembourg. Le funiculaire est équipé d'une voie double à l'écartement standard d'1,435 mètre, chacune disposant d'un évitement Abt, et la rampe atteint 19,7 %, le tout pour un temps de parcours d'une minute et trois secondes grâce à une vitesse de 7 m/s,,. Le funiculaire a été construit de façon à ne pas affecter le fort Olisy, qui fait partie du secteur classé par l'UNESCO.
Le funiculaire, qui est gratuit et automatique, fonctionne avec des horaires synchronisés sur ceux des trains,. Il a une capacité maximale de 7 200 voyageurs par heure ou 3600 par ligne, ce chiffre était estimé à 6000 en heures de pointe et à 3000 en heures creuses lors des premières études,,. En heures creuses, seules deux des quatre cabines et donc une seule des deux lignes, sont utilisées. Le temps d'arrêt maximal en station est de 105 secondes.
Le funiculaire est géré depuis un poste de commande implanté au sein même de la gare supérieure de la ligne (Rout Bréck - Pafendall).

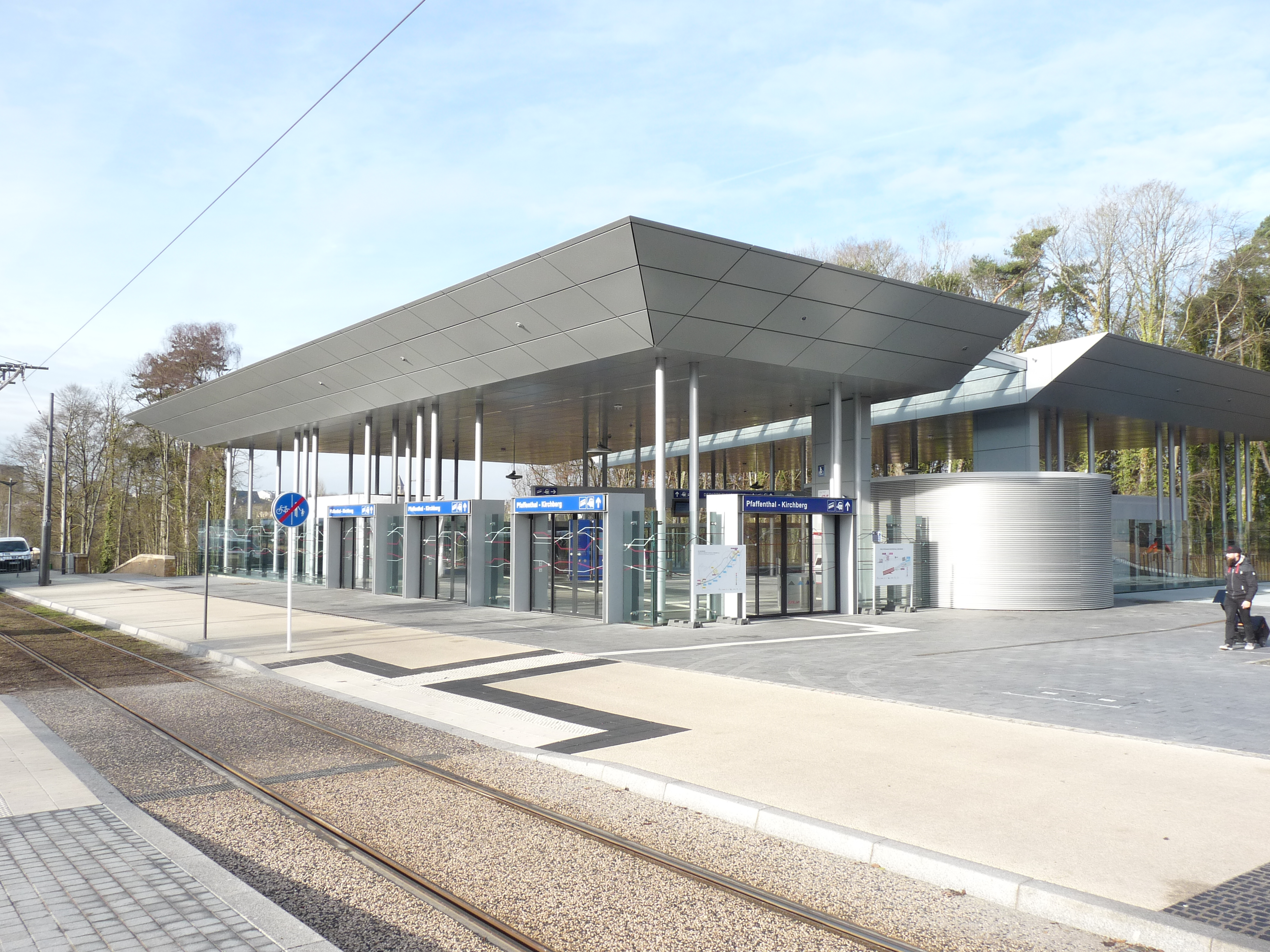
L'extérieur de la station amont.
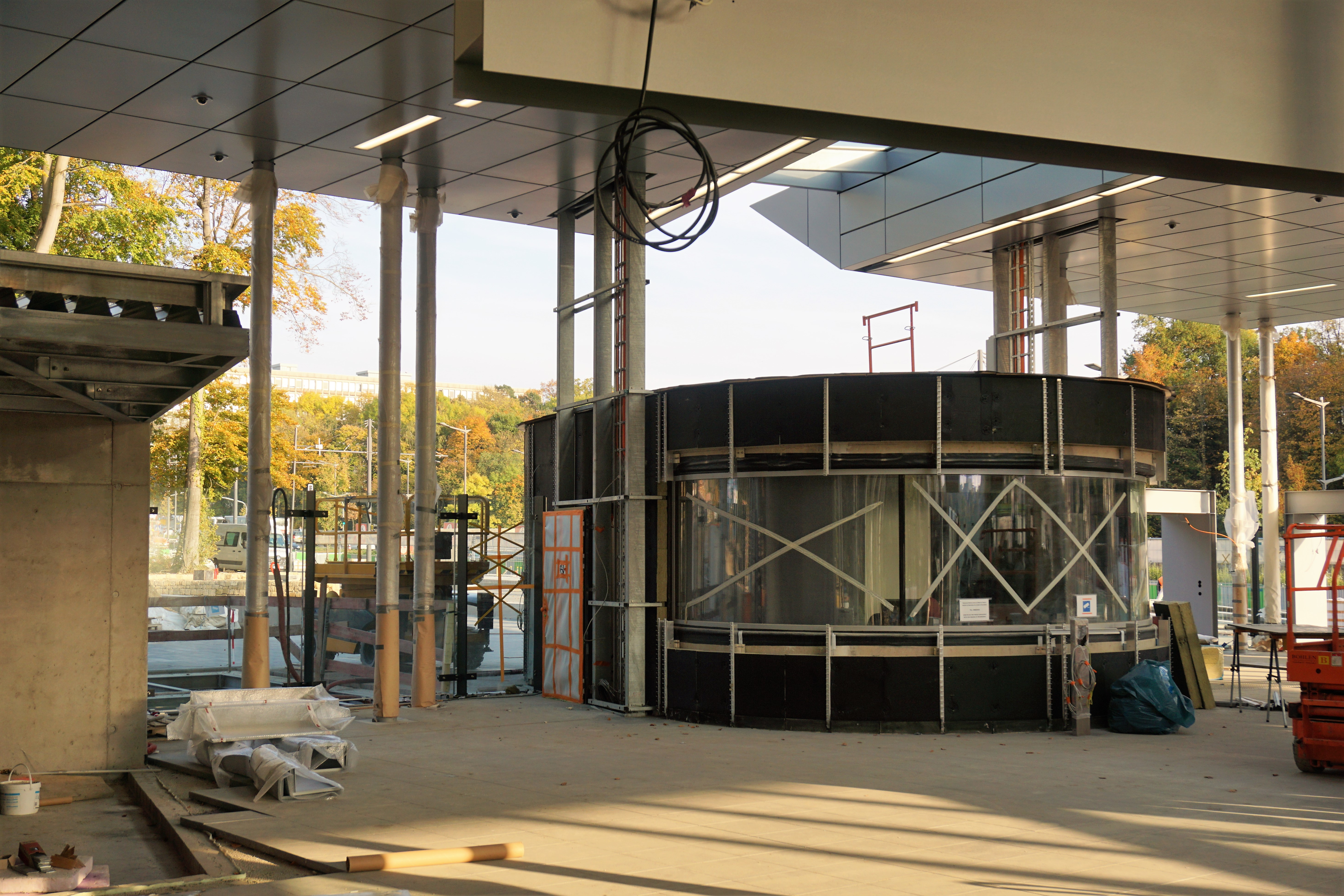
Poste de contrôle, situé en station amont.
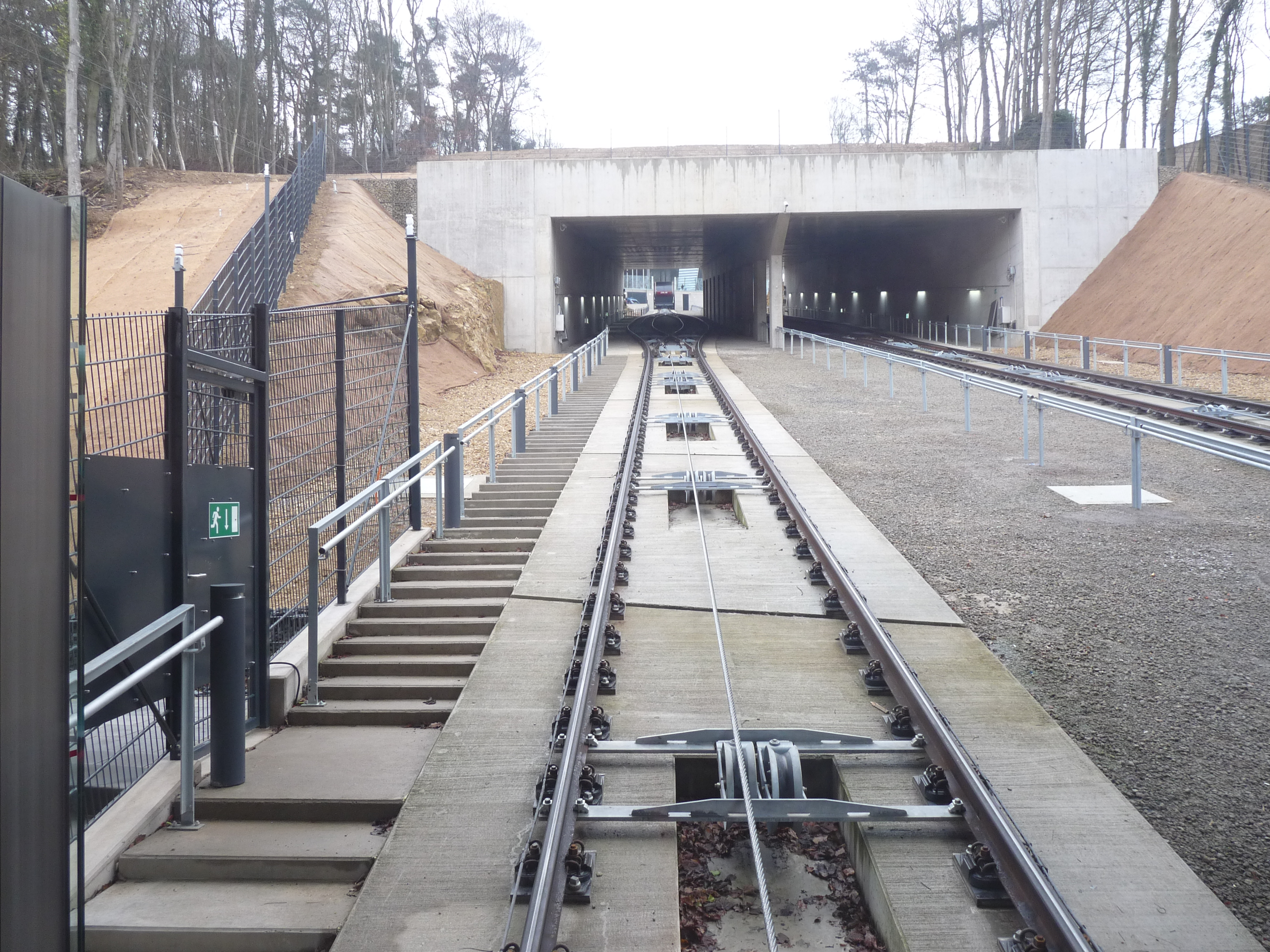
Point d'évitement, situé en souterrain, vu depuis une cabine.
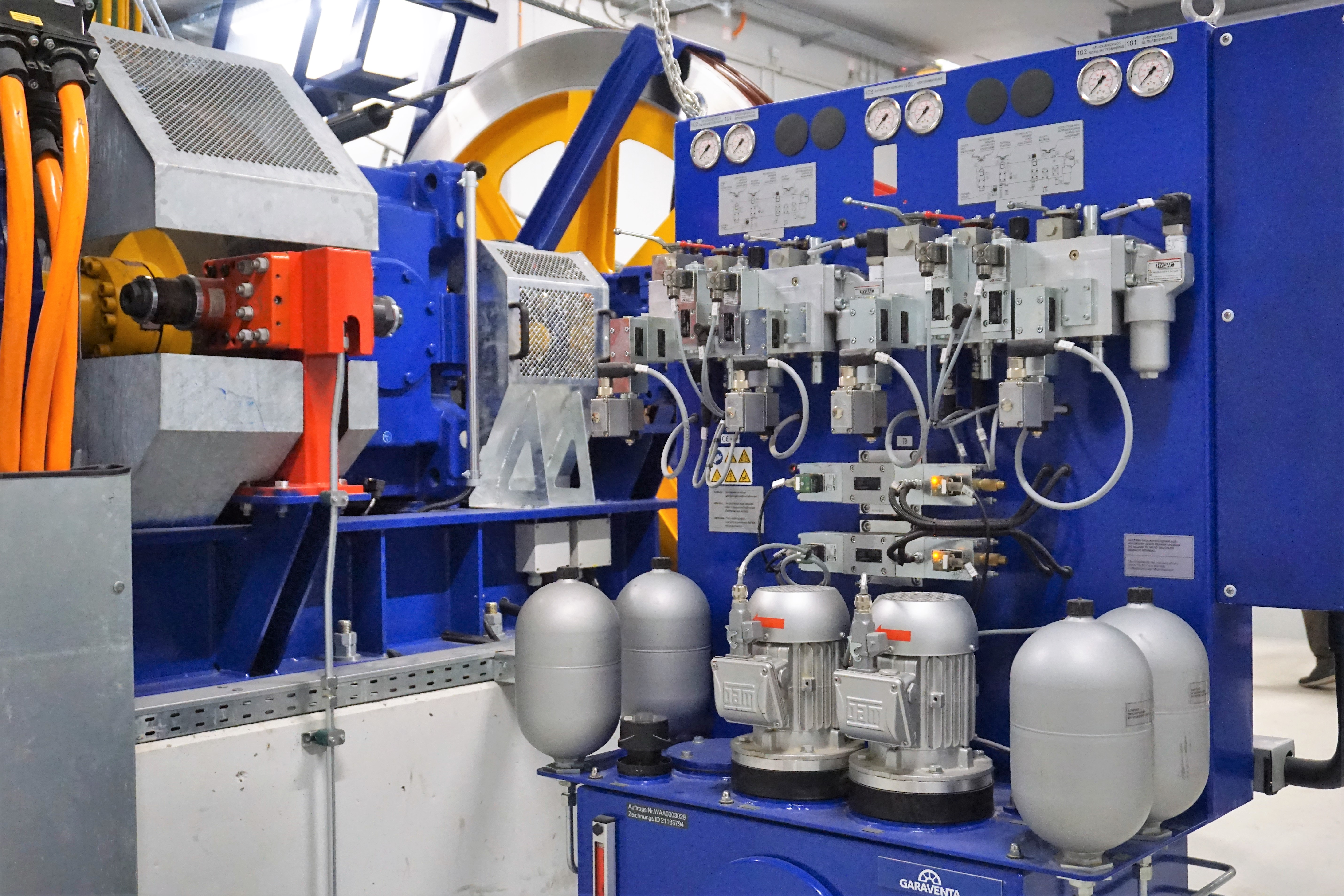
La salle des machines.
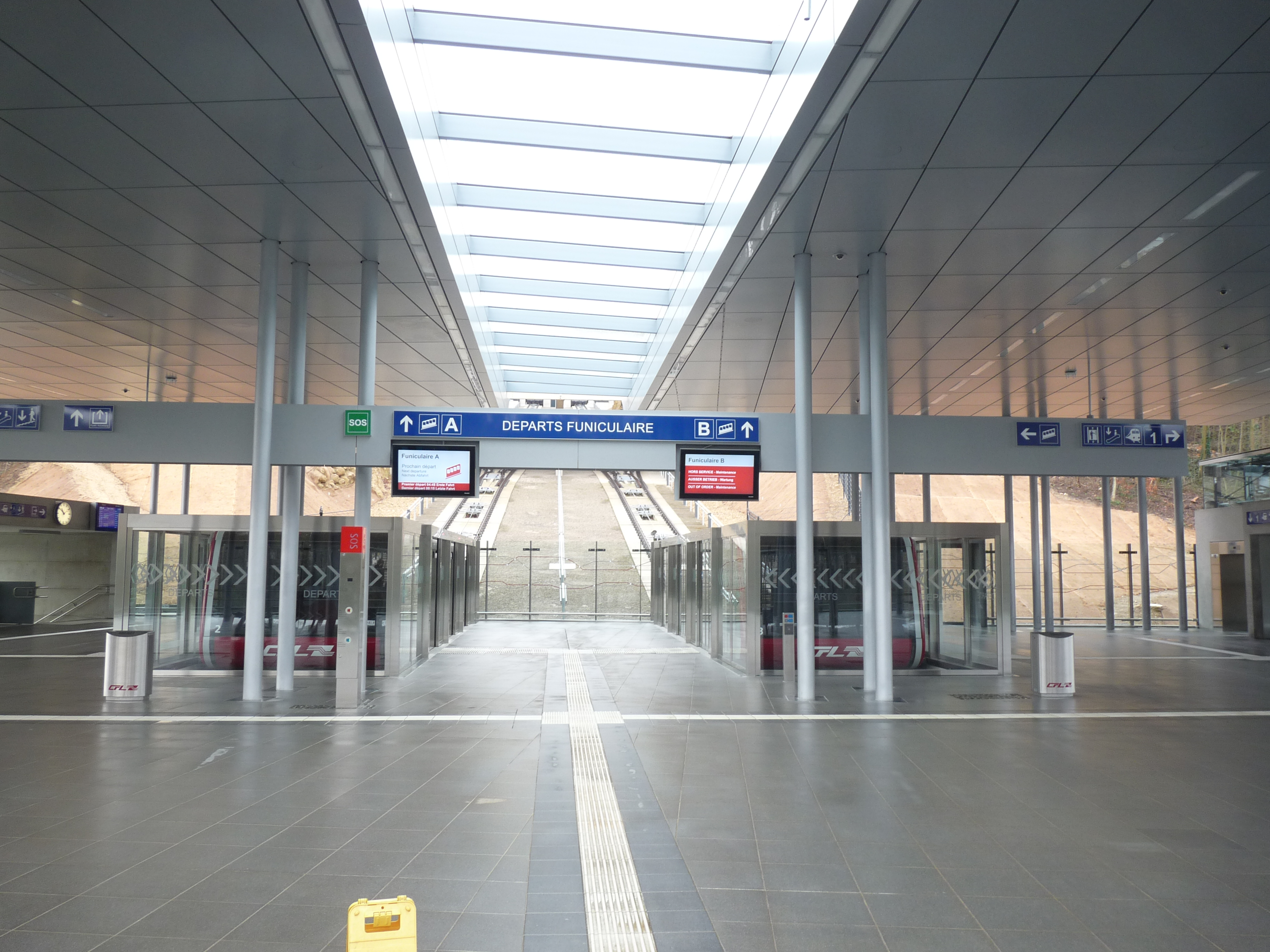
L'intérieur de la station aval.

### Les cabines
Le funiculaire est exploité à l'aide de quatre cabines, deux par ligne, numérotées de 1 à 4 aux couleurs des CFL (rouge et blanc) pouvant transporter chacune 140 (en temps normal) à 168 voyageurs (au maximum), dont 16 pourront voyager assis sur un des sièges rabattables,.
Les cabines, construites sur-mesure par Doppelmayr - Garaventa, mesurent 11,8 mètres de long et 3,5 mètres de large, pour un poids de 18 tonnes chacune et sont accessibles aux personnes à mobilité réduite,. Ne possédant pas de chef de train, elles disposent de larges surfaces vitrées, incluant le toit, afin de profiter du paysage. Leur conception fait que le compartiment voyageur, haut de 2,6 mètres est toujours à l'horizontale, le châssis à son point le plus haut fait que la hauteur maximale d'une cabine est de 4,7 mètres.

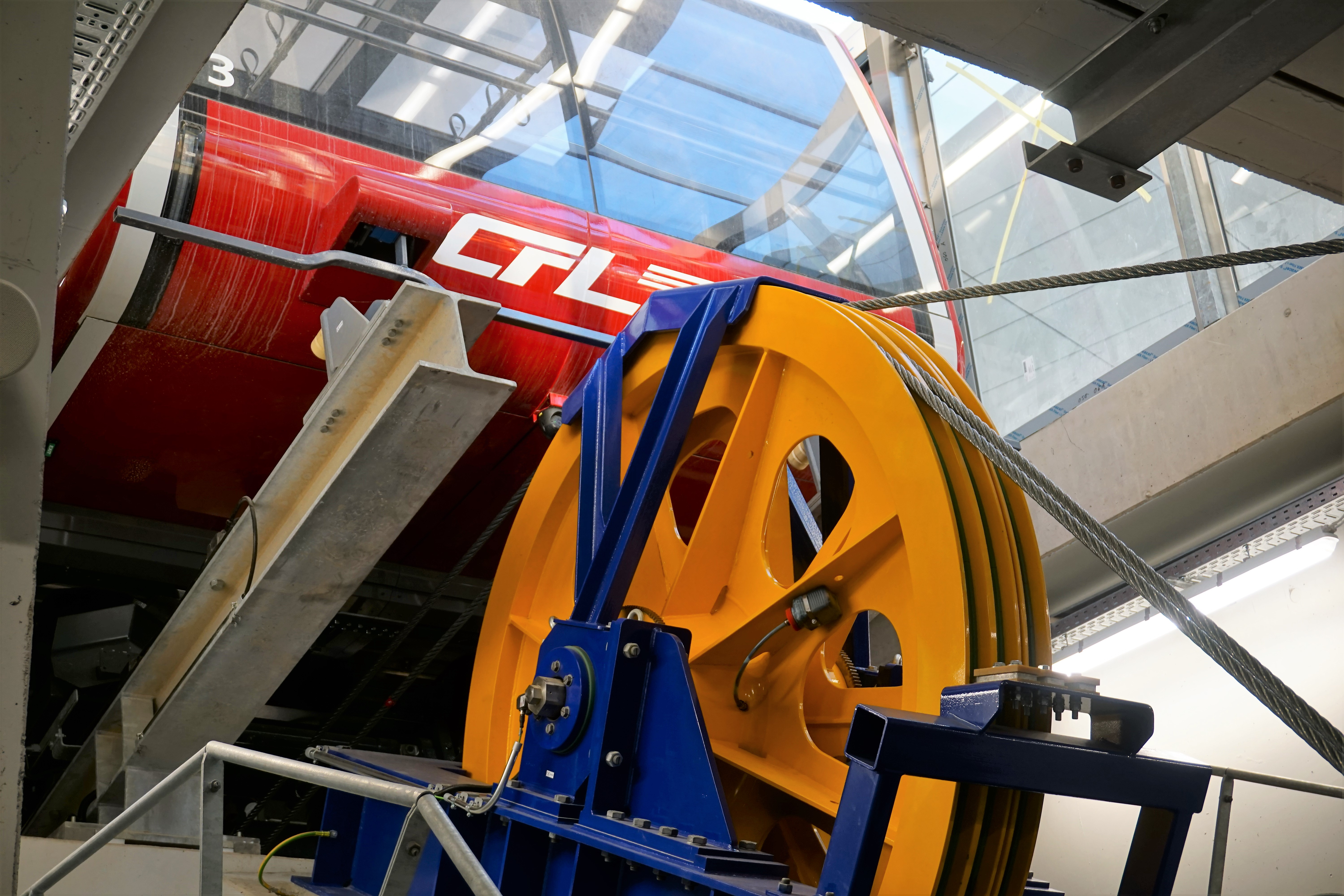
La cabine no 3 vue du dessous.
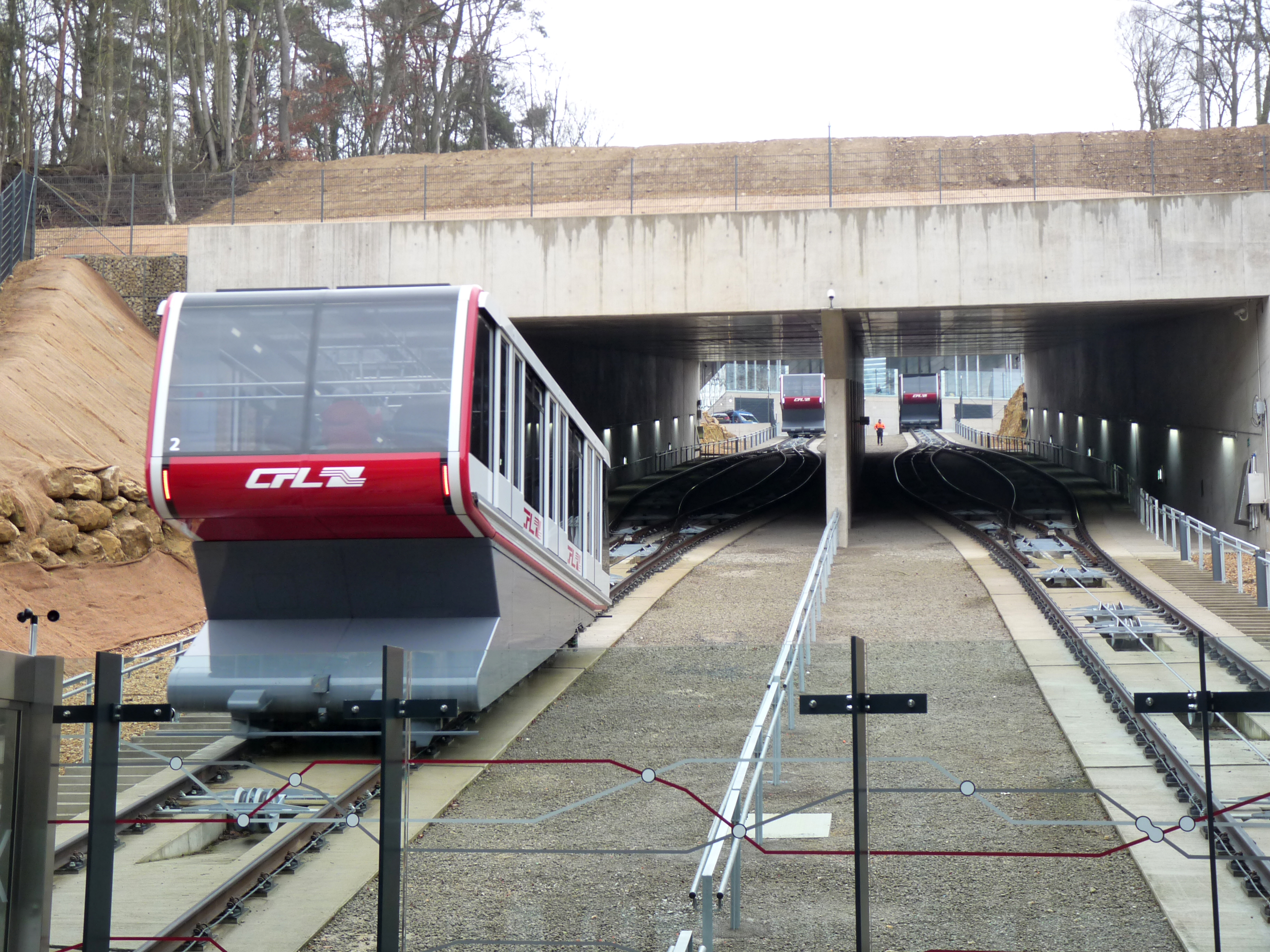
La cabine no 2.
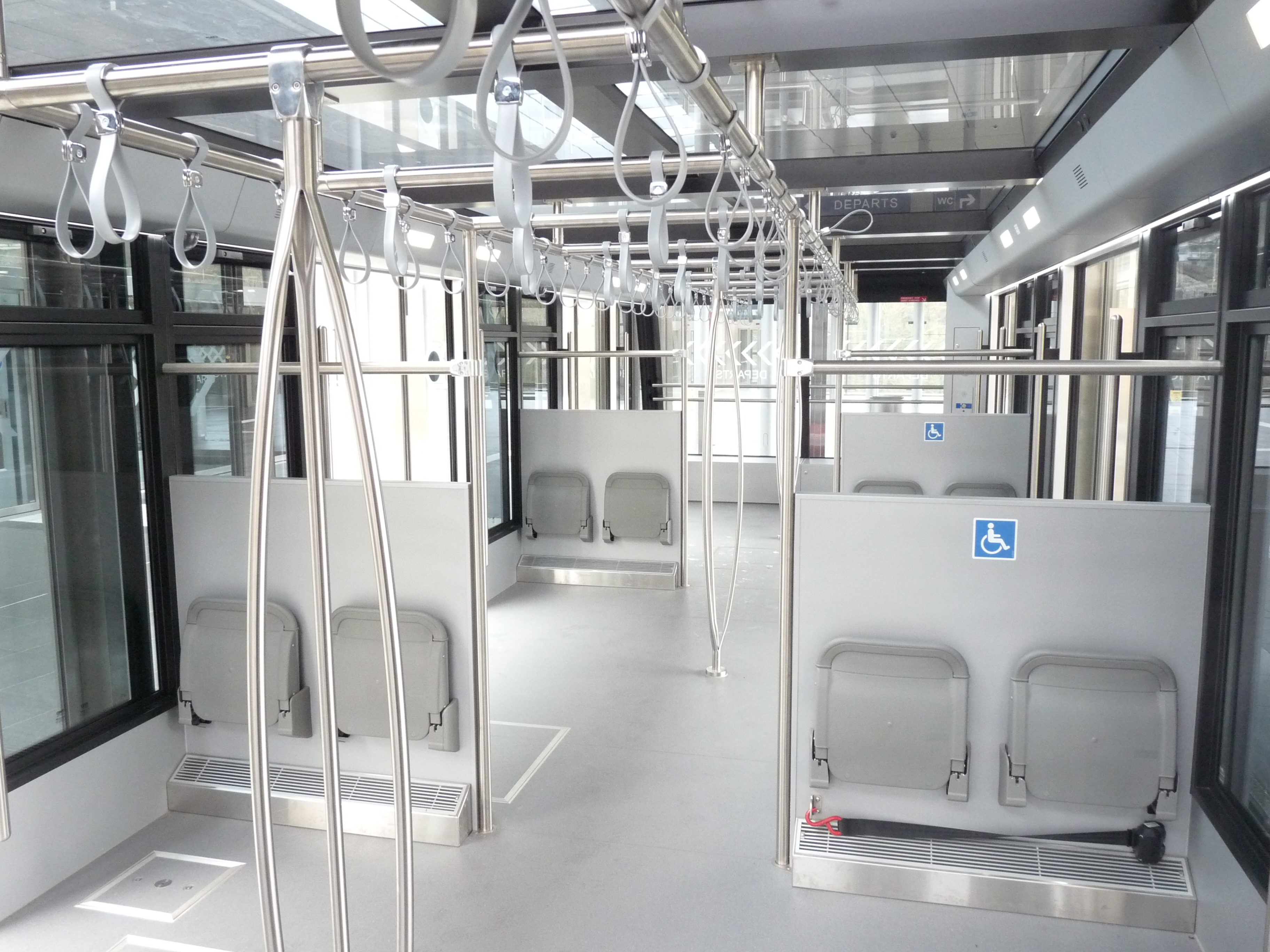
Vue de l'intérieur.
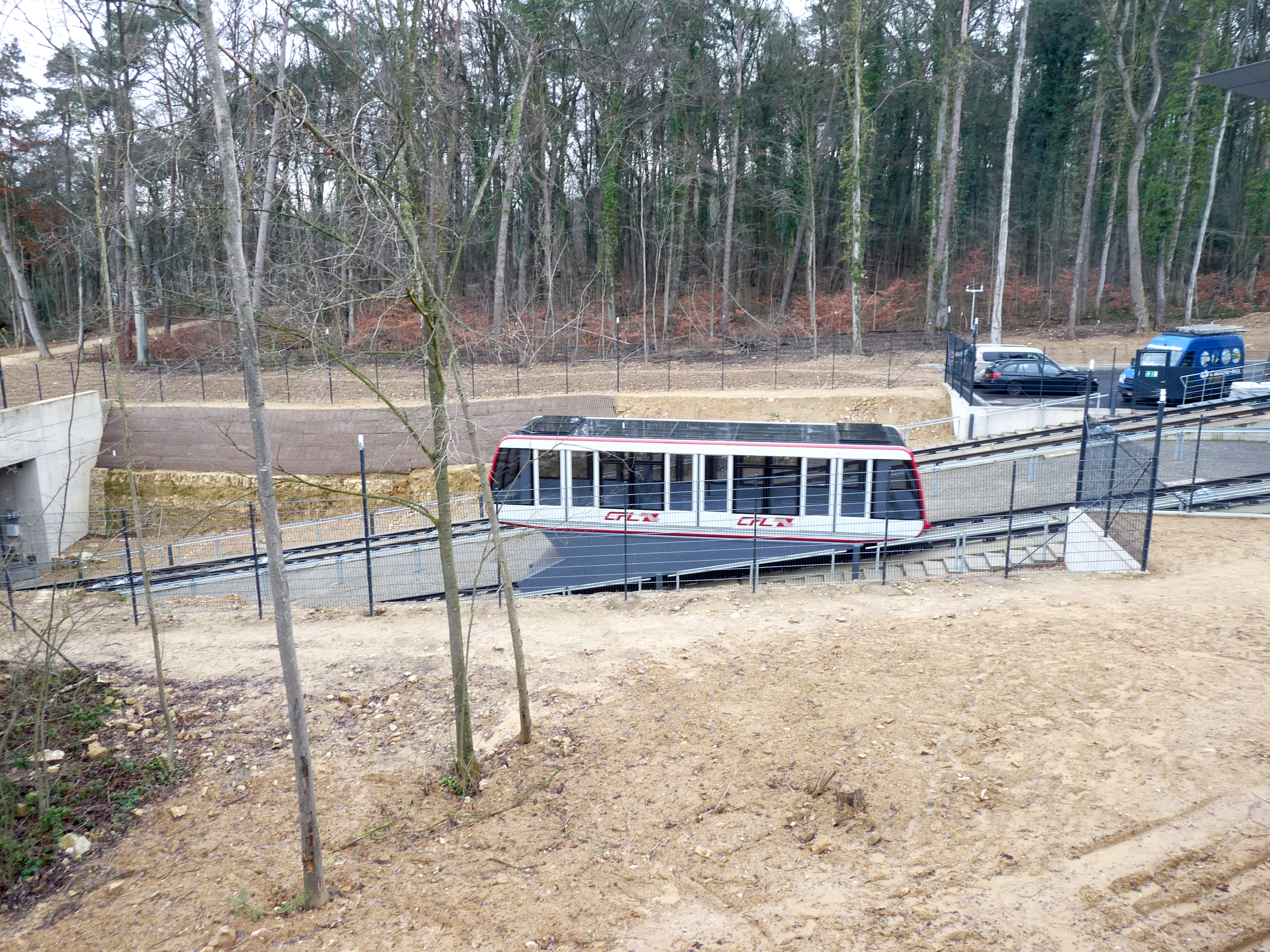
Vue latérale.

## Trafic
Entre le 10 et le 31 décembre 2017, près de 117 500 personnes ont emprunté le funiculaire, soit une moyenne de 5 500 voyageurs par jour. En février 2018, la ligne voit passer 6 000 voyageurs par jour.